# Sophie de Feltz

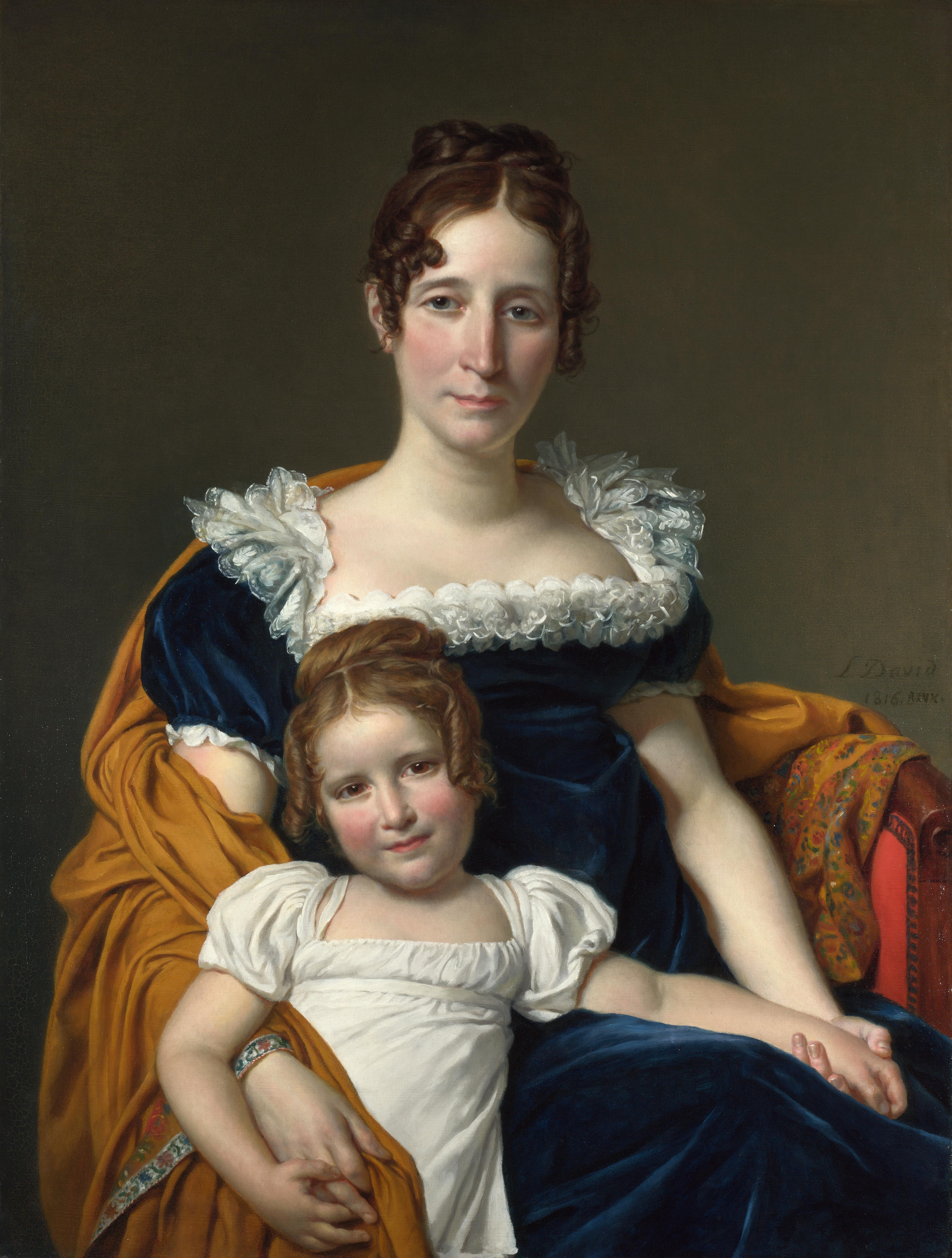
Barones Sophie-Louise-Zoé de Feltz; gravin Vilain XIIII, en haar dochter Marie-Louise-Victoire geschilderd door Jacques-Louis David

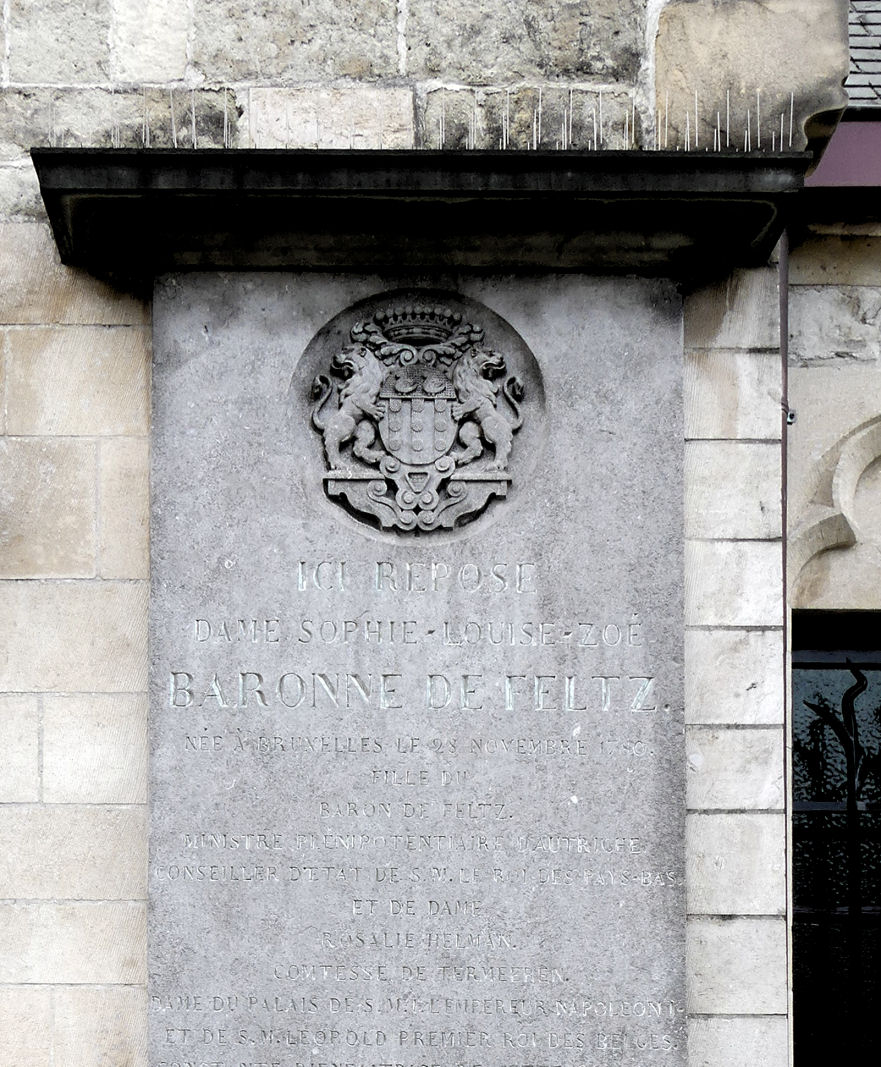
Grafsteen met wapenschild, kerk van Bazel

Sophie-Louise-Zoé de Feltz (Brussel, 28 november 1780 - Kasteel Wissekerke, Bazel, 1853) was een Belgische edelvrouw.
Haar vader, baron Guillaume (1744-1820) was  voorzitter van de Académie royale des Sciences et des Belles-Lettres de Bruxelles (Koninklijke Academie van Wetenschappen en Letteren van Brussel), en ze behoorde tot de meest vooraanstaande families van de stad. Ze was de jongste van vier kinderen, van wie er twee stierven op jonge leeftijd. 
De gravin is vooral bekend dankzij haar portret geschilderd door Jacques-Louis David in 1816. David, hofschilder van de Franse keizer, was in ballingschap in Brussel, waar hij dit werk maakte. De gravin en haar dochter poseerden uren, in een typische empirestijl. Het werk is een van Davids meesterwerken en hangt in de National Gallery in Londen.
De gravin was hofdame van Marie Louise van Oostenrijk, keizerin van Frankrijk, en Louise Marie van Orléans, koningin der Belgen. In 1853 overleed ze in Bazel, op het kasteel van de familie.

## Huwelijk
Ze huwde met graaf Philippe Vilain XIIII op 5 april 1802 en schonk hem acht kinderen: 
- Charles-Ghislain Vilain XIIII 1803-1878
- Rosalie 1807-1809
- Alix 1808-1809
- Alfred 1810-1886, vader van Stanislas Vilain XIIII
- Marie-Louise-Victoire 1811-1883
- Amédée 1815-1857
- Emma Elisabeth 1816-1864, gehuwd met Prosper de Kerckhove de Denterghem, neef van Constant de Kerchove de Denterghem
- Rosalie-Pauline 1824-1894